# Ratanapur
Ratanapur (nep. रतनपुर) – gaun wikas samiti w zachodniej części Nepalu w strefie Lumbini w dystrykcie Nawalparasi. Według nepalskiego spisu powszechnego z 2001 roku liczył on 484 gospodarstw domowych i 3968 mieszkańców (1944 kobiet i 2024 mężczyzn).